# Fårikål

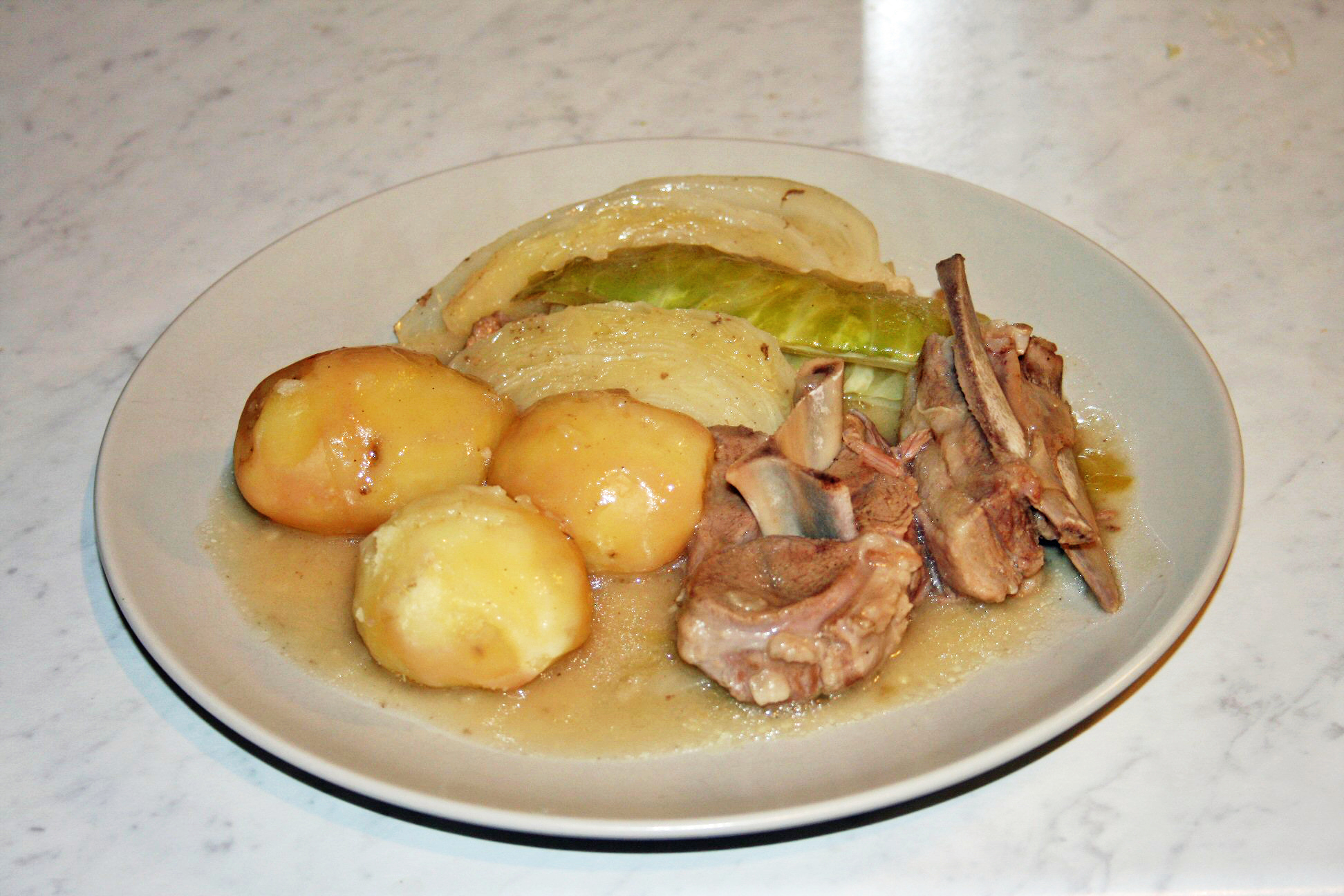
Um prato de fårikål.

Fårikål é uma prato típico da culinária da Noruega, que consiste num cozido de borrego (ovelha) e repolho.

## Preparação
O fårikål é um cozido de pedaços de ovelha com osso - as carnes são o ombro, o pescoço e as costelas -, podendo também ser preparado com carne do lombo, além dos demais ingredientes, que são o repolho verde, sal e a pimenta preta em grãos. Todos os ingredientes são cozidos em uma panela por várias horas. A pimenta pode ser colocada indiretamente  sobre a ovelha, dentro de uma bolsinha ou caixinha furada, como se fosse chá. O prato é servido com batatas cozidas à parte e com pão crocante e fino, chamado “Flatbrød”. 
Alguns também se atrevem a colocar geléia de cranberry na mesa.

## O nome
Fårikål significa literalmente "ovelha no repolho". "Får", porém, não é termo mais usual nem em norueguês nem em novo norueguês. É sim um termo da língua dinamarquesa, que se usa habitualmente na Noruega para as comidas e para as frases feitas, como "sort får" (ovelha negra).

## Costumes
O fårikål é uma comida típica do início do outono, quando se matam as ovelhas desse ano. Algumas pessoas preferem carne de ovelha para este prato.
O fårikål era, na sua origem, um prato da região de Vestlandet, a zona mais ocidental da Noruega. Mas, na actualidade, pode ser consumido por todo o país. Em 1970, foi escolhido como prato nacional norueguês num programa de rádio. A última terça-feira de setembro é considerada como o dia nacional do fårikål na Noruega.